# William Fothergill Cooke
Pour les articles homonymes, voir Cooke.
Sir William Fothergill Cooke est un inventeur britannique, né le 4 mai 1806 à Ealing et mort le 25 juin 1879 à Farnham dans comté de Surrey. Il est le co-inventeur avec Charles Wheatstone du télégraphe électrique qui porte leur nom : le télégraphe de Cooke et Wheatstone. Il a été anobli en 1869.